# Freiburgs ärkestift
Freiburgs ärkestift (latin: Archidioecesis Friburgensis, tyska: Erzbistum Freiburg) är ett av sju katolska ärkestift i Tyskland. Det tillhör kyrkoprovinsen Freiburg im Breisgaus. Ärkebiskop är Robert Zollitsch.